# Premnitz
Premnitz település Németországban, azon belül Brandenburgban. Lakosainak száma 8307 fő (2023. december 31.).

## Népesség
A település népességének változása:
| Lakosok száma | 8893 | 8368 | 8290 | 8335 | 8307 |
|               | 2010 | 2020 | 2021 | 2022 | 2023 |